# Ji (姬)
Ji (姬) (spreek uit als [djie]) is een Chinese familienaam die zijn oorsprong vindt bij de Gele Keizer. Deze achternaam staat op de 297e plaats van de Baijiaxing. Het is een van de oudste Chinese familienamen en staat in de acht grote familienamen van de Chinese oudheid. De familienaam is begonnen door zijn naamgever, Huangdi die deze familienaam aannam. Ji was de familienaam van de monarchie van de Zhou-dynastie. Naderhand hebben vele mensen met de familienaam Ji hun familienaam veranderd in Zhou, Gu en Feng.
- Vietnamees: Cơ
- Koreaans: -

## Bekende personen met de naam Ji 姬
- monarchie van de Zhou-dynastie
- Hertog van Zhou
- Huangdi
- Ji Jin-Chun
- Ji Hengli
- Ji Hong-Chang
- Ji Pengfei
- Ji Shende
- Ji Yu-Tien
- Ji Tai-Yuan
- Ji Chaozhu
- Ji Xiaotan